# 트레이싱 JIT 컴파일
트레이싱 JIT 컴파일(Tracing just-in-time compilation)은 런타임 시 프로그램 실행을 최적화하기 위해 가상 머신에서 사용하는 기술이다. 이는 자주 실행되는 작업의 선형 시퀀스를 기록하고 이를 기본 기계어 코드로 컴파일하고 실행함으로써 수행된다. 이는 메서드별로 작동하는 기존 JIT(Just-In-Time) 컴파일러와 반대된다.

## 개요
JIT 컴파일은 런타임에 프로그램의 일부를 기계어 코드로 컴파일하여 프로그램의 실행 속도를 높이는 기술이다. 다양한 JIT 컴파일러를 분류하는 한 가지 방법은 컴파일 범위를 기준으로 하는 것이다. 메서드 기반 JIT 컴파일러는 한 번에 하나의 메서드를 기계어 코드로 변환하는 반면, 트레이싱 JIT는 자주 실행되는 루프를 컴파일 단위로 사용한다. 트레이싱 JIT는 프로그램이 프로그램의 일부 루프("핫 루프")에서 대부분의 시간을 소비하고 후속 루프 반복이 종종 유사한 경로를 따른다는 가정을 기반으로 한다. 트레이싱 JIT가 있는 가상 머신은 혼합 모드 실행 환경인 경우가 많다. 즉, 트레이싱 JIT 외에 인터프리터나 메서드 컴파일러가 있음을 의미한다.

## 같이 보기
- 달빅 (소프트웨어)
- 핫스팟 (가상 머신)
- 인터프리터
- PyPy